# Краљ Шкорпион
Краљ Шкорпион, или краљ Серкет, био је краљ који је живео у Горњем Египту за време протодинастичког периода.
Једини доказ његовог постојања је глава буздована краља Шкорпиона, с краја фазе Накада III (око 3000. п. н. е.), нађена у Хорусовом храму у Хијераконполису. Претпоставља се да је краљ Шкорпион живео за време Нармерове владавине у Танису. Можда је краљ Шкорпион био локални краљ, који није имао много везе са владарском кућом из Таниса, а можда је био и њихов ривал. Према другим теоријама, он је иста особа као и Нармер, или његов отац.
Краљ Шкорпион је послужио као инспирација за истоимени филм, који је снимљен 2002. године.